# 特里·麦克德莫特
理查德·特伦斯·“特里”·麦克德莫特（英語：Richard Terrance "Terry" McDermott，1940年9月20日—2023年5月20日），美国男子速度滑冰运动员。他曾代表美国获得1964年冬季奥运会速度滑冰比赛男子500米金牌和1968年男子500米银牌。